# Luís Pinto de Soveral, Marquês de Soveral

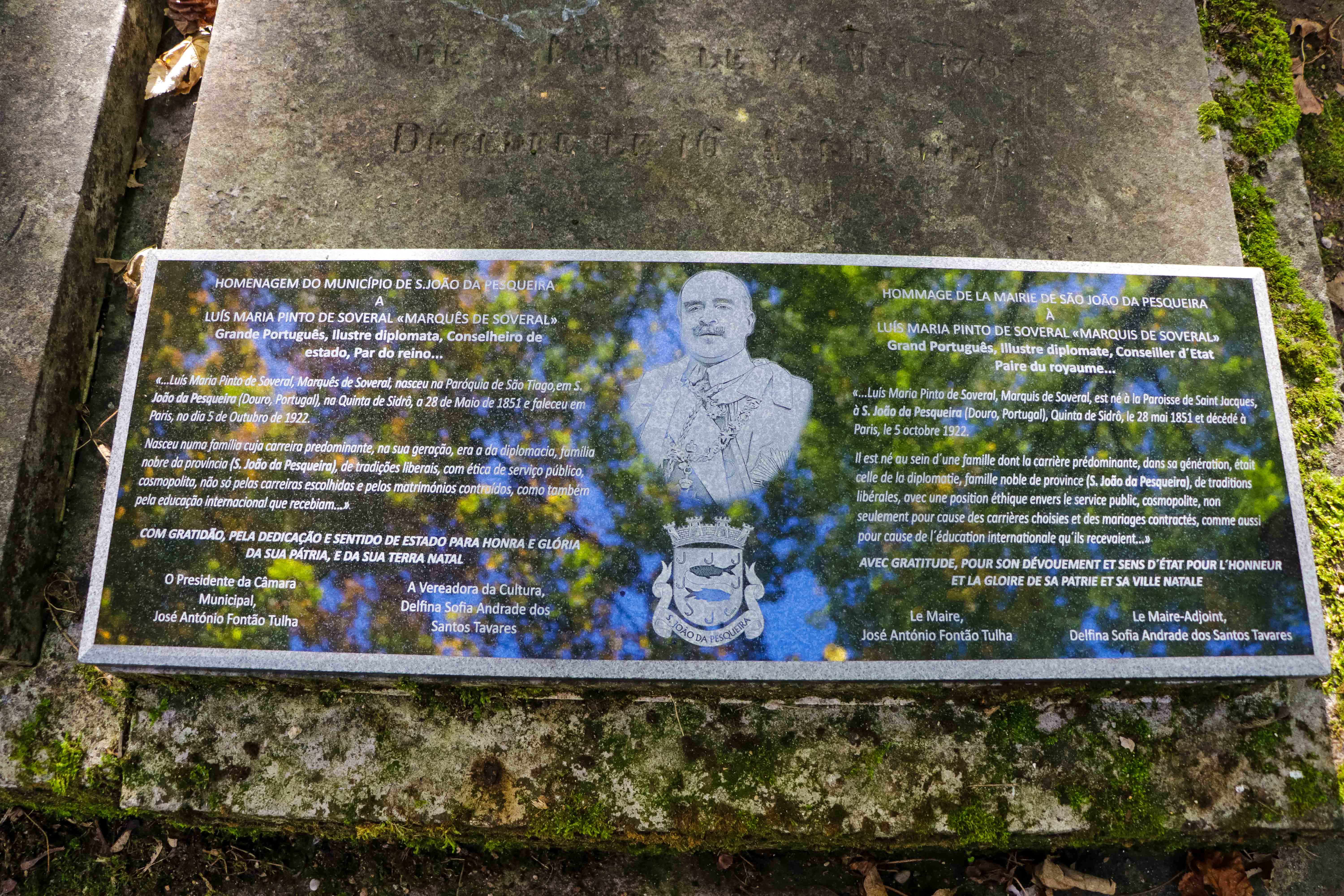
Placa de homenagem do Município de S. João da Pesqueira a Luís Pinto de Soveral, Marquês de Soveral, em 13 de Outubro de 2017. Cemitério do Père-Lachaise

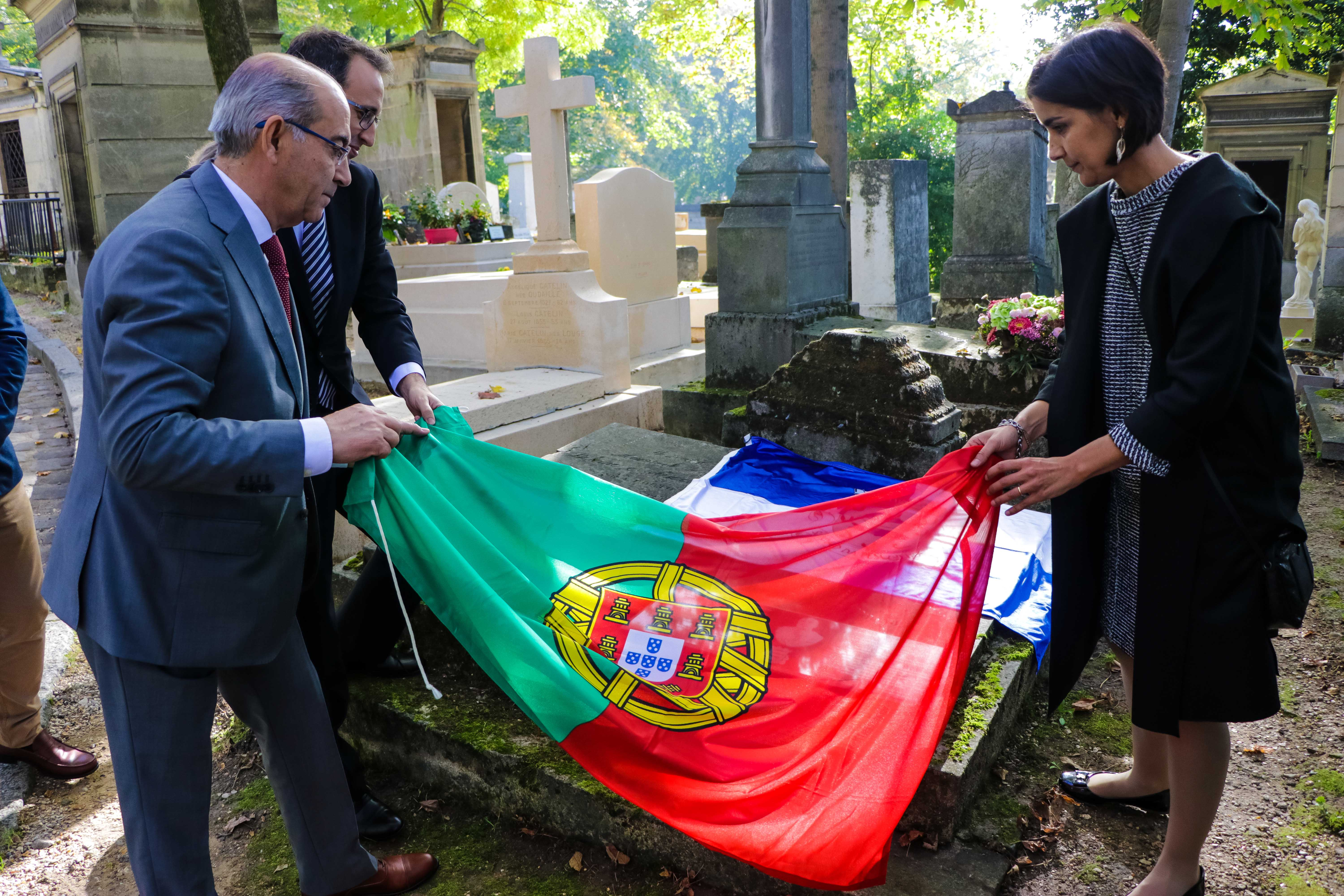
Homenagem do Município de S. João da Pesqueira a Luís Pinto de Soveral, Marquês de Soveral, em 13 de Outubro de 2017.
Cemitério do Père-Lachaise

Luís Maria Augusto Pinto de Soveral, primeiro e único marquês de Soveral (São João da Pesqueira, São João da Pesqueira, 28 de maio de 1851 – Paris, 5 de Outubro de 1922) foi um diplomata português.
Filho de Eduardo Pinto de Soveral, visconde de São Luís, e de Maria da Piedade Pais de Sande e Castro. Era sobrinho de Luís Augusto Pinto de Soveral, Visconde de Soveral.
Foi, em meados da década de 1890, o mediador da disputa da Inglaterra com o Brasil pela Ilha de Trindade, que a Inglaterra ocupara por julgar abandonada. Após analisar a questão, concluiu o Marquês favoravelmente ao Brasil, decisão que foi acatada pela Inglaterra.
Nascido em 1851 em São João da Pesqueira na Quinta de Cidrô, filho de uma família de proprietários durienses da nobreza regional ligada à Corte e à diplomacia, Luís Pinto de Soveral viria a ser o diplomata mais famoso de Portugal e, como tal, ainda hoje é lembrado em Inglaterra.

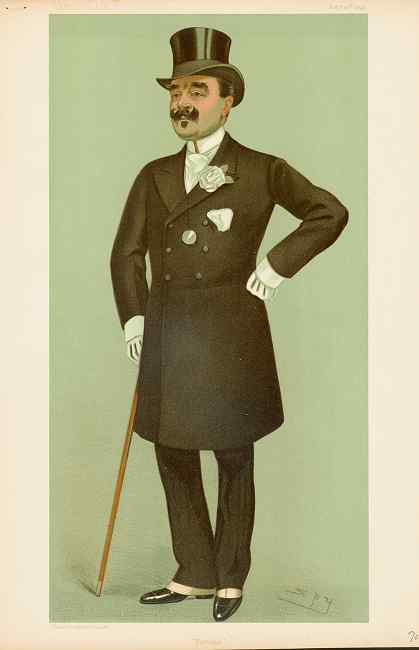
Caricatura de 1898, por Leslie Ward, na revista Vanity Fair.

Tendo frequentado no Porto a Academia Politécnica, matriculou-se na Escola Naval em Lisboa na Companhia dos Guardas Marinha, mas tudo leva a crer que a sua formação de marinheiro foi feita na armada britânica. Doutorou-se depois em Lovaina em Ciências Políticas, iniciando logo a seguir a carreira diplomática, tendo passado pelas legações de Berlim e Madrid, até se fixar em Londres, onde se empenhou na resolução da difícil situação das relações luso-britânicas logo após o Ultimatum, que culminaram no 2.º Tratado de Windsor de 1899.
Conheceu e conviveu com todos os reis e imperadores da Europa, incluindo o Papa e o Presidente da República Francesa e, como Ministro dos Negócios Estrangeiros do governo português, teve um importante papel nas relações de Portugal com as potências europeias e com as respectivas colónias africanas.
Nos anos oitenta fez parte de “Os Vencidos da Vida”, o grupo jantante de intelectuais que acreditava que Portugal se poderia modernizar e colocar ao nível da Europa de então, do qual faziam parte Eça de Queiroz, Oliveira Martins, Guerra Junqueiro, Ramalho Ortigão, entre outros, os quais consideravam o próprio Rei D. Carlos confrade suplente do grupo.
A 21 de Fevereiro de 1902, sendo Conselheiro de Sua Majestade Fidelíssima, Par do Reino, Ministro e Secretário de Estado Honorário, foi designado Conselheiro de Estado (Diário do Governo, n.º 43, 23 de Fevereiro de 1901).
Durante a sua estadia em Inglaterra tornou-se íntimo do Rei Eduardo VII e das mais importantes personalidades da sua corte. A Rainha Victória condecorou-o e a Rainha Alexandra tinha por ele um enorme apreço. Dele se contam várias histórias cujas peripécias, por inusitadas, entre a ousadia e o charme, acabaram por originar o adjectivo soveralesco. Porém, na realidade, quase só se conhece a sua vida pública, pois, já depois de retirado, recusou um generoso pagamento de um jornal americano para escrever as suas memórias. Mas permaneceu como uma figura incontornável da Bèlle Époque, que podemos encontrar num livro de Sherlock Holmes, em quase todas as revistas ilustradas do seu tempo ou, mais recentemente, numa série da BBC. Era tido como o homem mais elegante de Londres que ditava a moda em Piccadilly e, para as senhoras, the most charming man. Para além destes atributos, pelo menos em jovem, tocava guitarra e cantava o fado e, quando no estrangeiro oferecia um jantar, aos amigos brindava-os com um prato de bacalhau acompanhado com champanhe.
Tendo-se demitido do seu cargo após a implantação da República, passou a ser uma espécie de conselheiro de D. Manuel II no exílio, partilhando com ele o seu amor à pátria e a defesa dos interesses de Portugal no mundo.
Como homem do Douro, onde foi proprietário e produtor de vinhos, participou oficialmente na defesa da denominação “Porto” a nível mundial, e jamais esqueceu a sua terra natal e os seus anseios.
Grande português sem dúvida, acabou os seus dias em Paris em 1922, tendo a acompanhá-lo nos últimos momentos a Rainha D. Amélia, que por ele nutria grande estima desde os anos de dedicação ao serviço do Rei D. Carlos e de Portugal como diplomata, como ministro, como conselheiro, como amigo de todas as horas. Foi sepultado como um príncipe na cripta da igreja de Saint Piérre de Chaillot e, anos depois, quando esta sofreu grandes obras, foi transladado para jazigo particular no cemitério Père Lachaise.
Na embaixada de Portugal em Londres existe o seu retrato pintado por Medina, mas, fora das memórias da diplomacia, é hoje praticamente desconhecido aquele que foi um dos portugueses mais famosos do seu tempo a nível internacional. Segundo a escritora inglesa Virgínia Cowes, o Marquês de Soveral era um homem «encantador, urbano, polido e espirituoso. Adorava mulheres e era tido como o melhor dançarino da Europa» e, citando Sir Frederick Ponsonby, um seu contemporâneo, «ele era universalmente popular em Inglaterra… onde fez amor com todas as mais belas mulheres e onde todos os homens importantes eram seus amigos».

## Marquês de Soveral
Foi um título nobiliárquico criado em 1900 pelo rei D. Carlos I de Portugal a favor de Luís Pinto de Soveral, seu único titular.